# Kokorići
Kokorići falu Horvátországban, Split-Dalmácia megyében. Közigazgatásilag Vrgorachoz tartozik.

## Fekvése
Makarskától légvonalban 27, közúton 35 km-re délkeletre, községközpontjától 4 km-re délnyugatra Közép-Dalmáciában, a Rilić-hegy lábánál, az A1-es autópálya mellett fekszik.

## Története
Nevét lakóiról a Kokorić családról kapta. A település török uralom végével a 17. század végén 1690 körül a környező településekkel együtt népesült be. A betelepülők ferences szerzetesek vezetésével főként a szomszédos Hercegovinából érkeztek. A lakosság főként földműveléssel és állattartással foglalkozott, de a határhoz közeli fekvésénél fogva eleinte még gyakran kellett részt vennie a velencei-török összecsapásokban. Lakossága kezdetben a vrgoraci plébániához tartozott, 1746-ban azonban Stjepan Blašković püspök megalapította az önálló ravčai plébániát, melynek a település is része lett. A velencei uralomnak 1797-ben vége szakadt és osztrák csapatok vonultak be Dalmáciába. 1806-ban az osztrákokat legyőző franciák uralma alá került, de Napóleon lipcsei veresége után 1813-ban újra az osztrákoké lett. 1857-ben 179, 1910-ben 343 lakosa volt. 1918-ban az új Szerb-Horvát-Szlovén Állam, majd később Jugoszlávia része lett. A település a háború után a szocialista Jugoszláviához került. 1991 óta a független Horvátországhoz tartozik. 2011-ben 161 lakosa volt.

## Lakosság
| Lakosság változása | Lakosság változása | Lakosság változása | Lakosság változása | Lakosság változása | Lakosság változása | Lakosság változása | Lakosság változása | Lakosság változása | Lakosság változása | Lakosság változása | Lakosság változása | Lakosság változása | Lakosság változása | Lakosság változása | Lakosság változása |
| ------------------ | ------------------ | ------------------ | ------------------ | ------------------ | ------------------ | ------------------ | ------------------ | ------------------ | ------------------ | ------------------ | ------------------ | ------------------ | ------------------ | ------------------ | ------------------ |
| 1857               | 1869               | 1880               | 1890               | 1900               | 1910               | 1921               | 1931               | 1948               | 1953               | 1961               | 1971               | 1981               | 1991               | 2001               | 2011               |
| 179                | 0                  | 232                | 264                | 305                | 343                | 357                | 301                | 245                | 258                | 252                | 213                | 190                | 185                | 171                | 161                |

(1869-ben lakosságát Ravčához számították.)

## Nevezetességei
- Szent György tiszteletére szentelt temploma[4] a török uralom alóli felszabadulás után, valószínűleg a ravčai templommal egy időben épült. Kőből épített egyhajós épület bejárata felett kőrozettával, homlokzata felett pengefalú harangtoronnyal, mely három harang számára készült. Oltárképét mely a sárkányt legyőző Szent Györgyöt két szent társaságában lovon ábrázolja Filippo Naldi festette a 18. században.
- A török-velencei háborúk emléke Pervan szerdár tornya. A Prvan-házban több mint 250 kiállított tárgyból álló néprajzi gyűjtemény tekinthető meg.